# Бегунок (птица)
Бегунок (лат. Cursorius cursor) — птица из семейства тиркушковых отряда ржанкообразных.

## Описание
Длина 19—22 см. Большая часть оперения желтовато-песочная, верх головы тёмный, через глаза и затылок проходит узкая чёрная полоска, над которой расположена белая. Брюхо белое, концы крыльев чёрные, клюв и ноги голубовато-серые. Самец и самка имеют схожую окраску.
Бегает быстро, держится почти вертикально. Голос — тихий свист.

## Распространение
Гнездится в Северной Африке, на Ближнем Востоке, в Иране, Афганистане, Туркменистане. Зимует в зоне саванн к югу от Сахары, на Канарских и островах Зелёного мыса, Аравийском полуострове.
В России залётных птиц регистрировали в Дагестане, Ростовской и Астраханской областях, это единственная птица рода, встречающаяся в стране.
Гнездится в щебнистых пустынях.